# فرد شنايدر
فرد شنايدر (بالإنجليزية: Fred Schneider)‏ هو مغني وكاتب أغاني وممثل أمريكي، ولد في 1 يوليو 1951 في الولايات المتحدة.

## أعمال

### أفلام
- (1998) صحراء زرقاء

## وصلات خارجية
- فرد شنايدر على موقع IMDb (الإنجليزية)
- فرد شنايدر على موقع ميوزك برينز (الإنجليزية)
- فرد شنايدر على موقع إن إن دي بي (الإنجليزية)
- فرد شنايدر على موقع أول ميوزيك (الإنجليزية)
- فرد شنايدر على موقع ديسكوغز (الإنجليزية)
- فرد شنايدر على موقع قاعدة بيانات الفيلم (الإنجليزية)